# 村里集镇
村里集镇，是中华人民共和国山東省烟台市蓬莱区下辖的一个乡镇级行政单位。

## 行政区划
村里集镇下辖以下地区：
村里集村、石门口村、后吴家村、西代家村、前吴家村、北花夼村、南花夼村、南沟刘家村、张家沟村、老崔沟村、温石汤村、李家沟村、汤前村、小崔家村、大崔家村、下门家村、高张家村、战驾庄村、陈家沟村、上王家村、上门家村、南大赵家村、炉上张家村、古城李家村、古城东村、古城苗家村、柳格庄村、巩家村、辛旺集村、后辛旺村、上薛家村、南官山村、下薛家村、站马张家村、郝家村、大道刘家村、王庄村、车里张家村、英格庄村、邓格庄村、宋家村、黄泥沟村、北庄村、巩家庄村、大柱村和小柱村。

## 人口
2010年中国第六次人口普查时，村里集镇共有人口41373人。共有家庭16027户，平均每户2.50人。14岁以下的少年儿童共4528人，占总人口10.94%；15-64岁人口共31028人，占总人口74.99%；65岁及以上的老年人共5817人，占总人口的14.05%。男性共计21062人，占总人口50.90%；女性共计20311，占总人口49.09%。本地居住的人口中，拥有本地户籍的人口为41094人，占99.32%。